# Felis silvestris sardа
Il gatto selvatico sardo (Felis silvestris sarda Lataste, 1885, Pisitu aresti in lingua sarda) è un felino. È il secondo più grande mammifero predatore presente in Sardegna dopo la volpe sarda. Secondo alcune fonti è presente solo in Sardegna.

## Origine e inquadramento sistematico
La collocazione sistematica del gatto selvatico sardo è ancora incerta e controversa, perciò nella letteratura ricorrono nomi scientifici riconducibili a tre differenti posizioni tassonomiche. Una classificazione inquadra il gatto selvatico sardo come ecotipo appartenente alla stessa sottospecie di Felis silvestris lybica (Gatto fulvo d'Egitto o gatto africano). Un'altra classificazione considera il gatto selvatico africano (Felis lybica) una specie distinta da quello europeo (Felis silvestris) e il sardo una sottospecie del nordafricano (Felis lybica sarda). Una terza collocazione, infine, considera il gatto selvatico sardo una sottospecie a parte (Felis silvestris sarda), derivata dalla lybica. Una collocazione più delineata si dovrebbe avere in futuro con la caratterizzazione genetica e la determinazione dei rapporti filogenetici.

## Morfologia

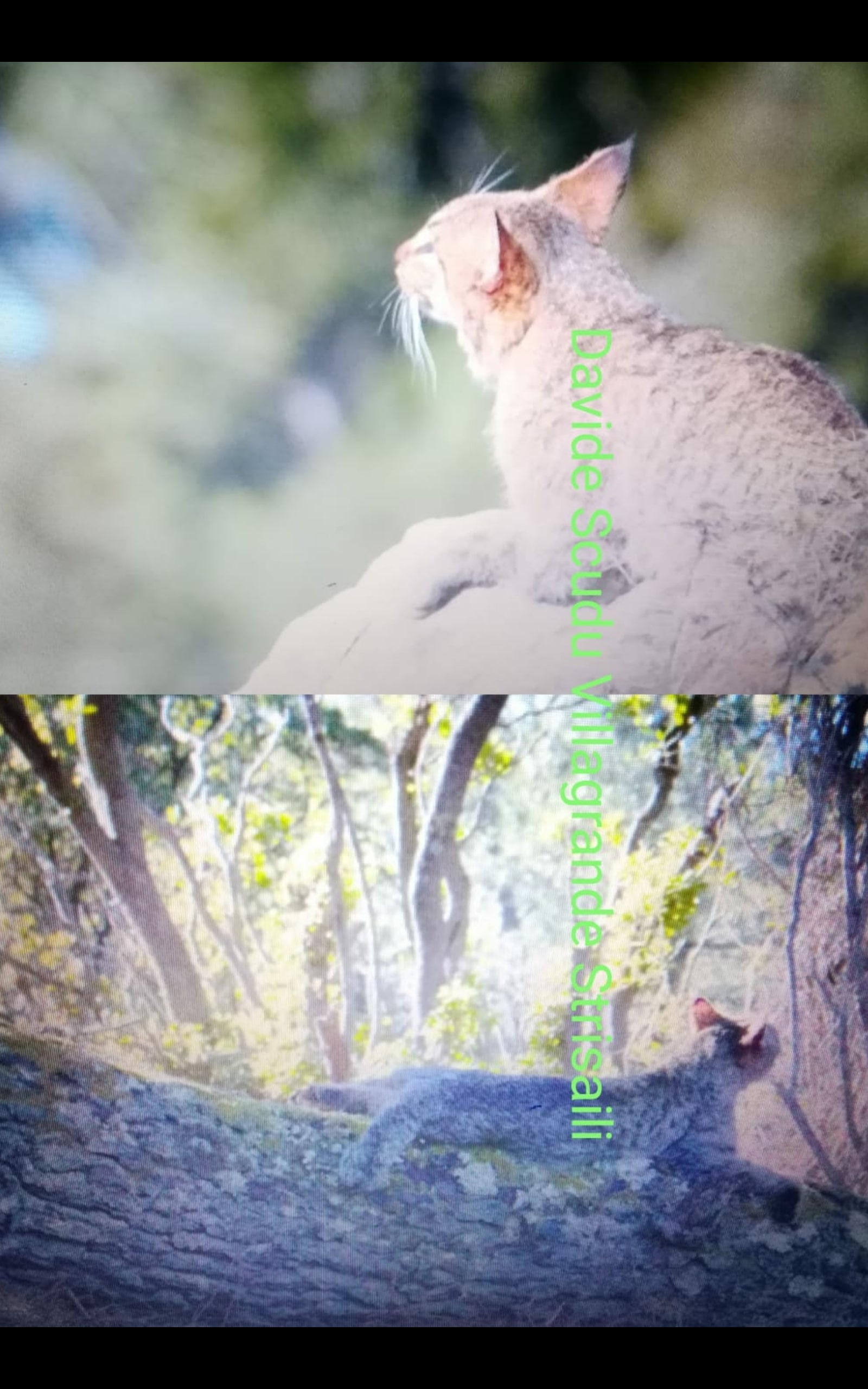
Esemplare maschio adulto di gatto selvatico sardo, fotografato ai piedi del Gennargentu nel territorio di Villagrande Strisaili.

Il gatto selvatico sardo ha una lunghezza di 50-70 cm, con una coda lunga circa metà del corpo e un mantello striato a tonalità grigiastre. La testa è rotonda, con muso corto, occhi frontali e orecchie appuntite.
Rispetto al tipo europeo si differenzia per la mole più piccola (1,6 kg la femmina, 3,1-3,3 kg il maschio) e per le caratteristiche del pelame. Il carattere morfologico più evidente è il ciuffo di peli alla punta delle orecchie. Altri caratteri distintivi sono il pelame della coda, meno folto, e i peli dorsali, più lunghi di quelli laterali e ventrali.
La striatura della testa confluisce in una stria che percorre lungo tutto il dorso fino alla coda. Dalla stria dorsale partono altre trasversali, meno evidenti. La coda ha invece una striatura anulare.

## Etologia ehabitat
Il gatto selvatico sardo è un animale molto elusivo, sia per l'habitat sia per le abitudini. Durante il giorno resta nascosto nella tana o nella vegetazione, da cui si muove per la caccia solo all'alba e nel crepuscolo. Il suo habitat è rappresentato dalla foresta mediterranea sempreverde, dalla macchia-foresta e dalla fitta vegetazione che si estende nei valloni impervi; è perciò diffuso in tutta l'isola, ma limitatamente agli ambienti forestali di collina. Robusto e agile, si arrampica velocemente sugli alberi, perciò è molto difficile avvistarlo.
Si nutre di piccoli vertebrati, principalmente roditori, anfibi, rettili, passeriformi; prede comuni includono il topo selvatico, il topo quercino, ed il ghiro. In aree dove questo sono comuni, preda anche la pernice sarda, la lepre ed il coniglio selvatico.
Fondamentalmente solitario, il gatto selvatico si riproduce una volta l'anno, accoppiandosi all'inizio della primavera, fra febbraio e marzo. Le nascite si verificano in aprile-giugno e la prole è accudita dalla madre per circa tre mesi.

## Stato di rischio
I fattori di minaccia più incipienti sono rappresentati dalla riduzione e frammentazione dell'habitat e dalla possibilità d'inquinamento genetico derivante dai possibili incroci con gatti domestici randagi. Un altro fattore di rischio è il bracconaggio.
Considerata specie rara, gode di uno status di protezione definito dalla Legge n. 503 del 1981 Allegato III (che recepisce la Convenzione di Berna), dalla Direttiva Habitat dell'Unione Europea n. 43 del 1992 Allegato D e dalla Legge regionale n. 23 del 1998.

## Galleria d'immagini

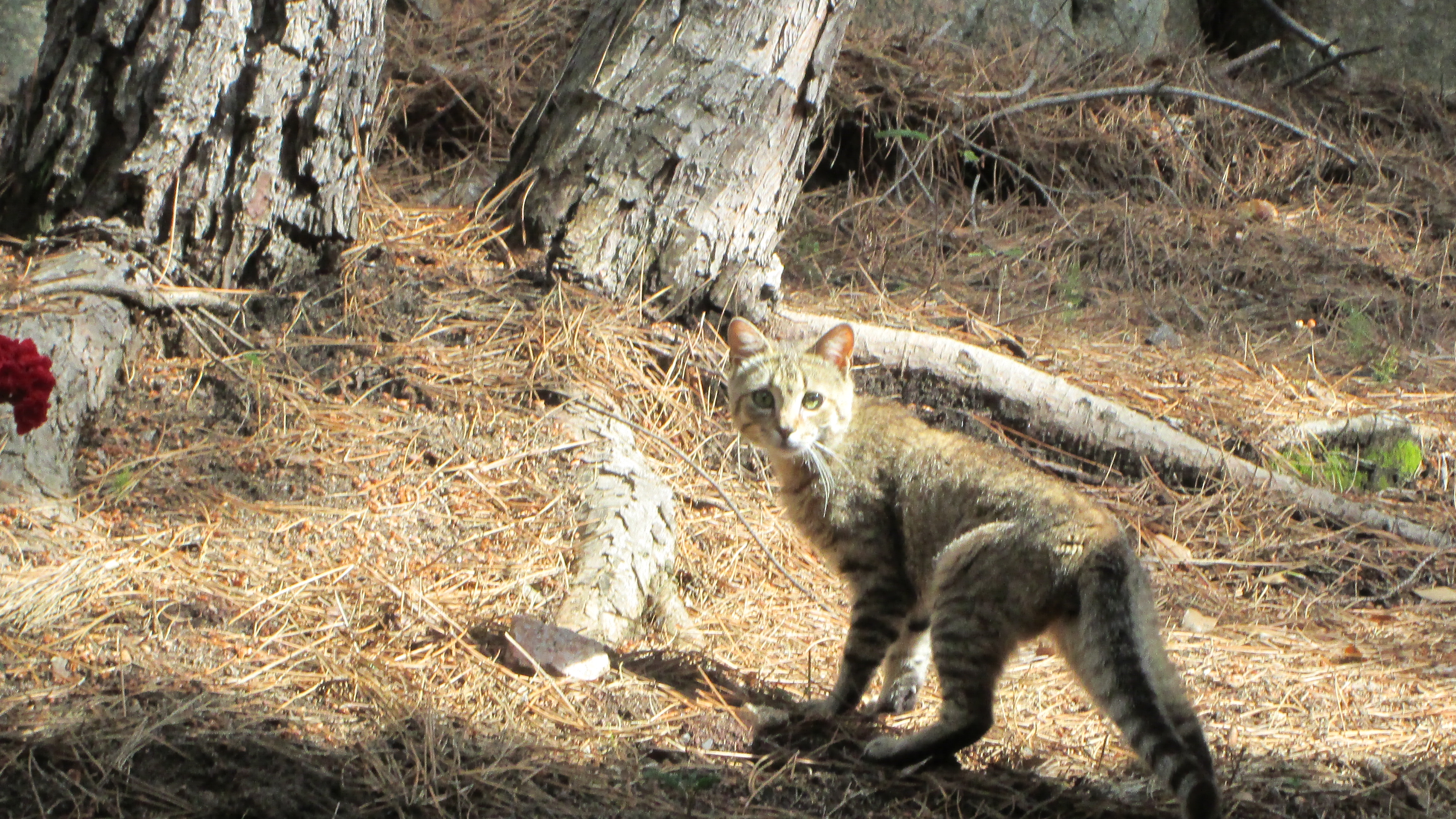
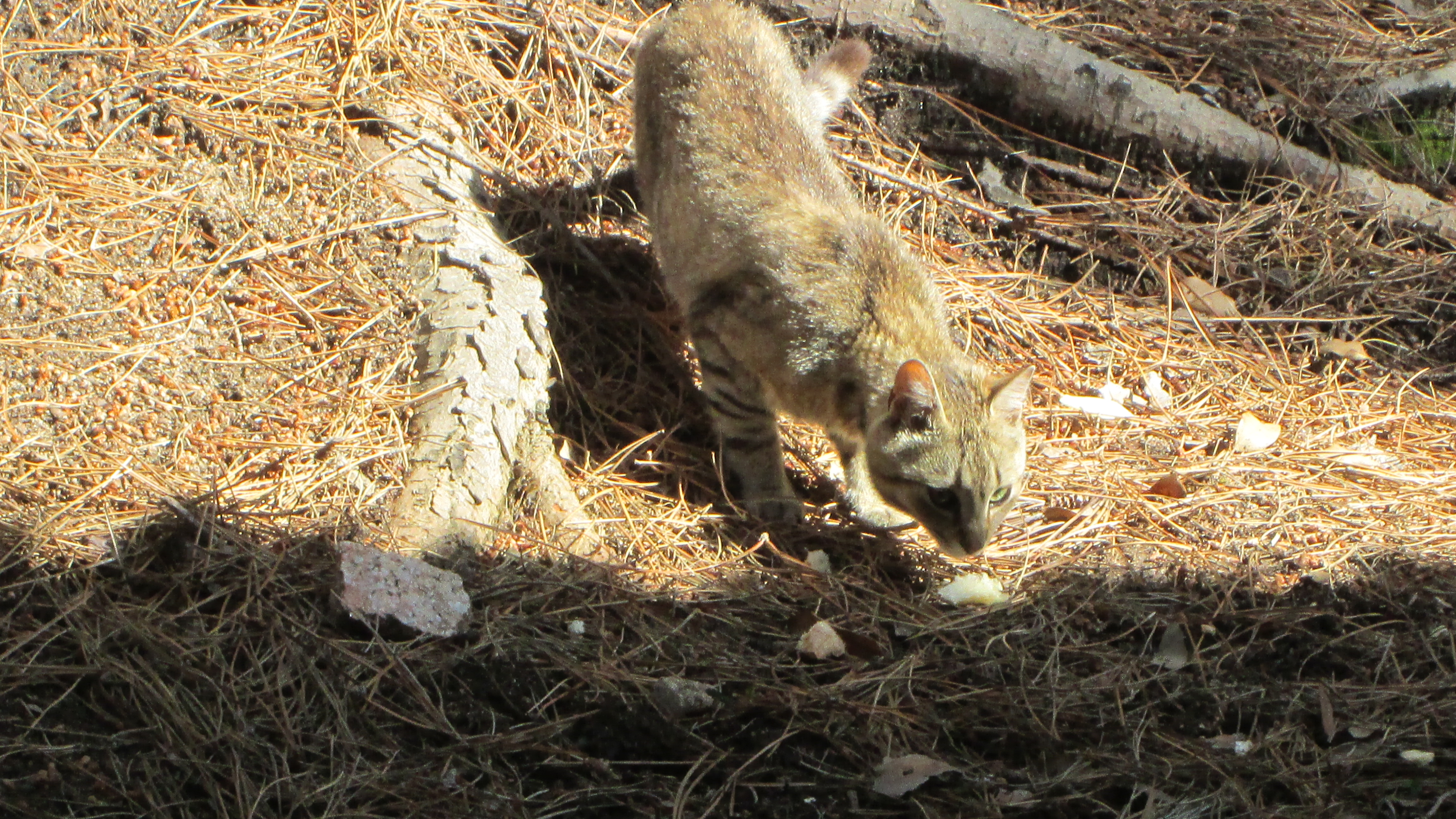
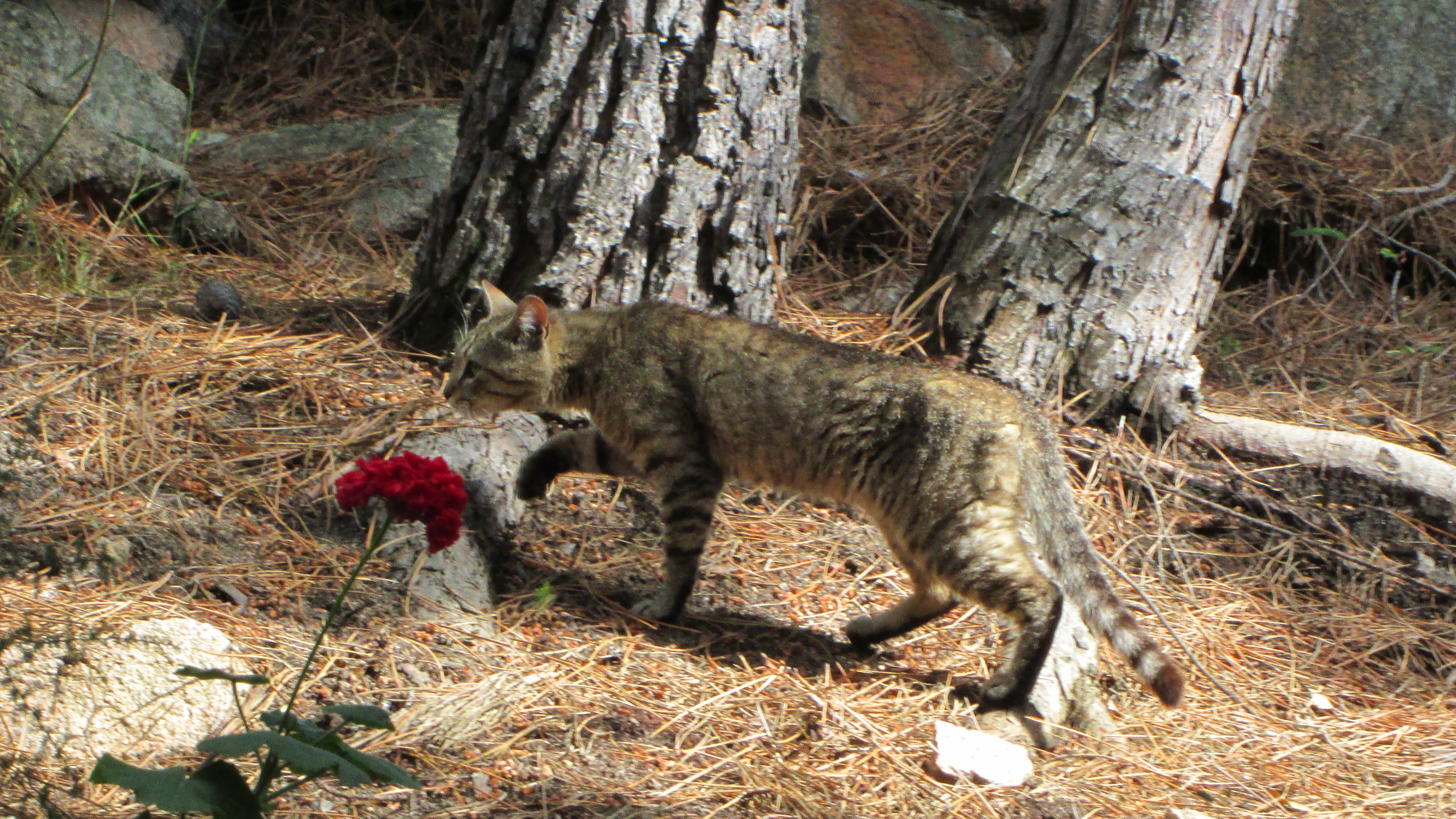
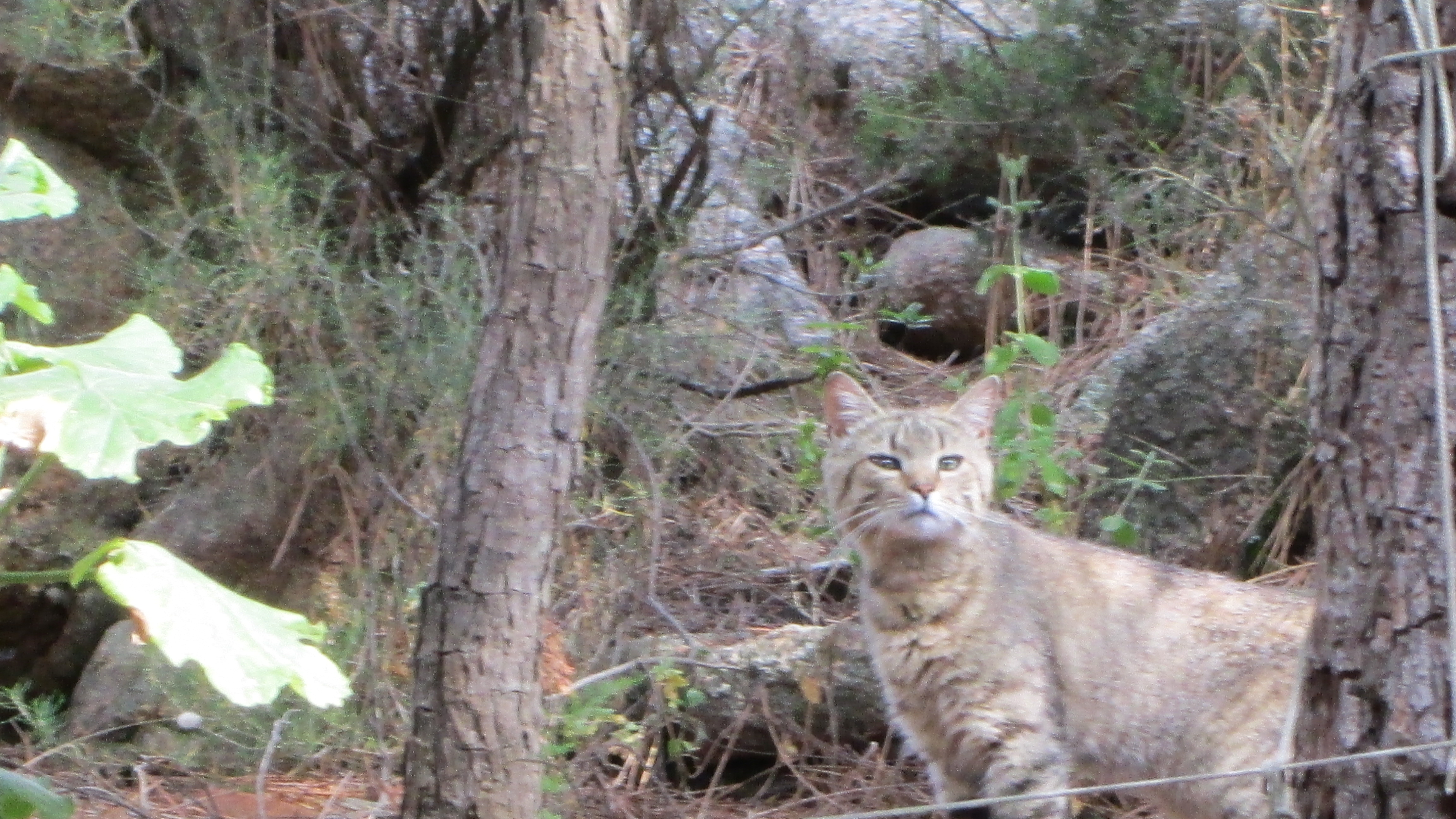
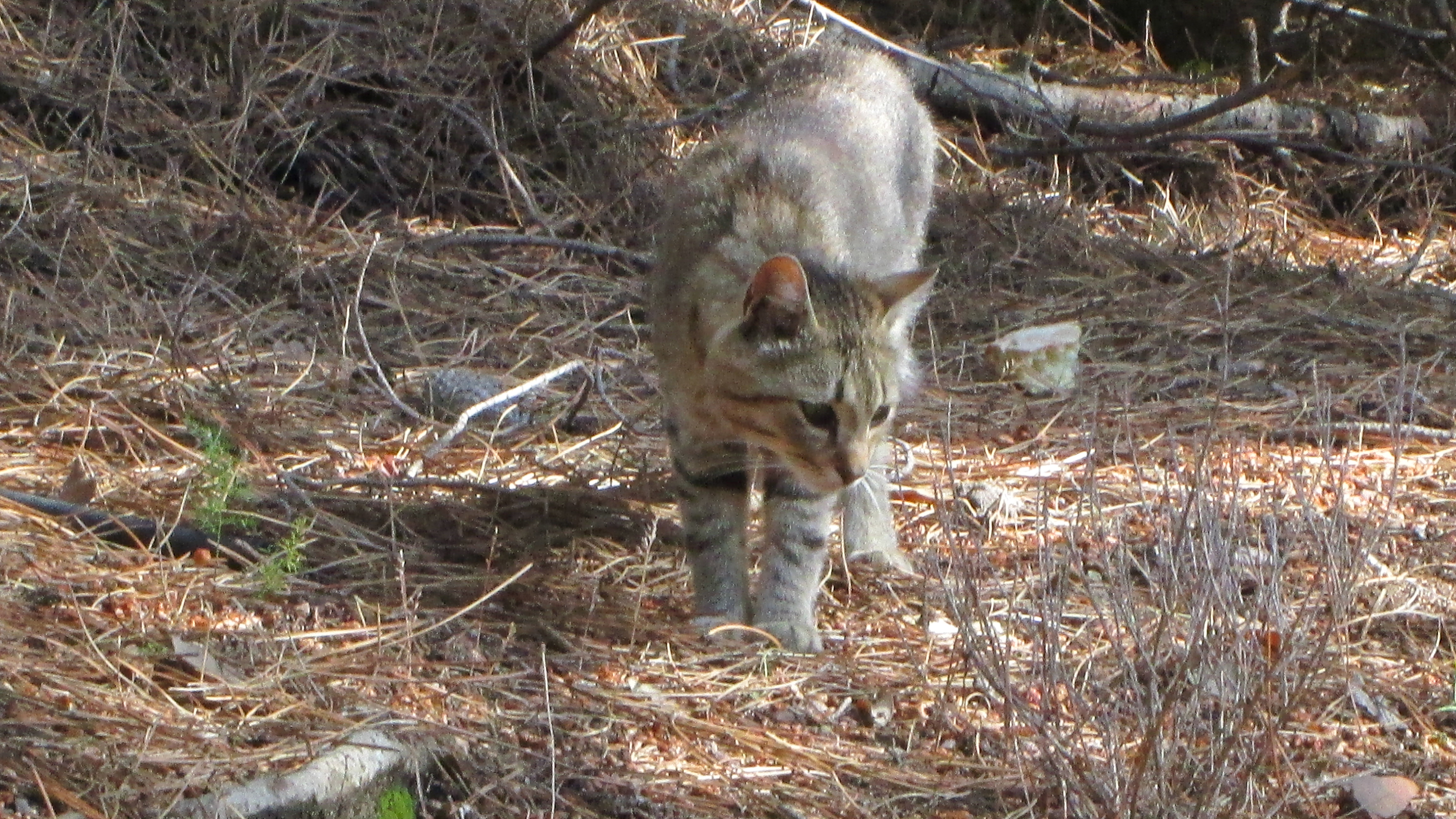
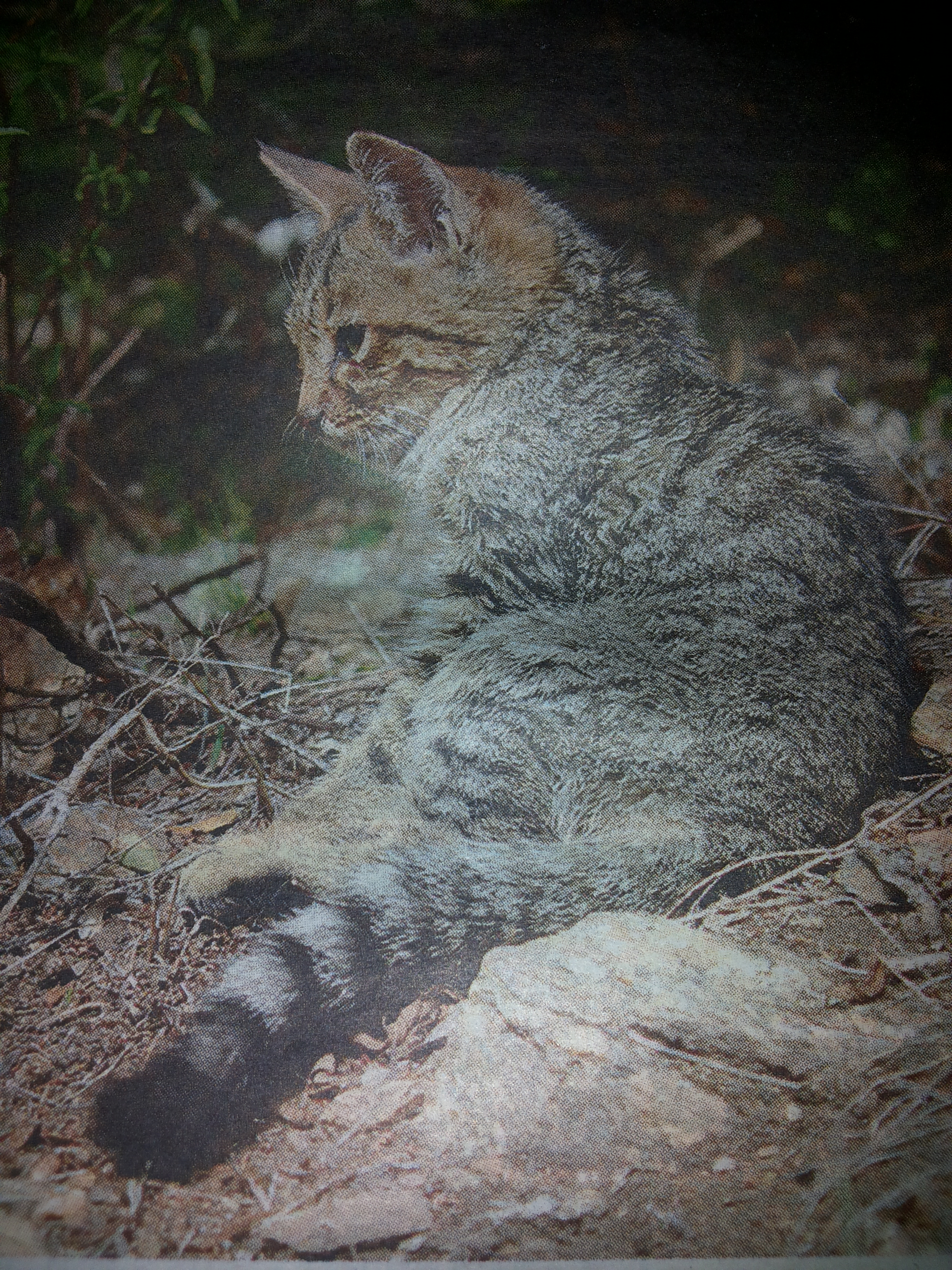